# Jim Gregory
James Michael "Jim" Gregory, född 4 november 1935, död 30 oktober 2019, var en kanadensisk ishockeytränare och idrottsledare.

## Biografi
Gregory började 1960 arbeta inom ishockey när han blev utsedd till general manager för Toronto St. Michael's Majors (OHA-Jr). Han var där fram till 1962 när han fick samma arbetsuppgifter för Toronto Neil McNeil Maroons (MJAL). Det varade dock bara ett år på den positionen innan Gregory återvände till OHA-Jr. och blev tränare för Toronto Marlboros. Bara ett år senare utnämnades han även till att vara lagets general manager. År 1965 avsade Gregory tränarrollen och fokuserade helt på att vara general manager för Marlboros. År 1967 utsågs han till att vara tränare för Vancouver Canucks när de spelade i Western Hockey League (WHL). Det blev dock bara ett år på den positionen eftersom han fick chansen att få arbeta i National Hockey League (NHL). Det året blev Gregory erbjuden om att vara assisterande general manager för Toronto Maple Leafs, vilket han sa ja till. Bara ett år senare blev han befordrad till att vara general manager. Gregory hade den rollen fram till 1979 när han fick lämna Maple Leafs.
NHL var snabbt framme och övertygade honom om att bli avdelningschef för deras avdelning för talangscouting, National Hockey League Central Scouting Bureau (CSB). År 1986 blev Gregory befordrad till att vara NHL:s verksamhetschef men hade fortfarande chefsjobbet på CSB ytterligare ett år innan Frank Bonello utsågs som efterträdaren. Gregory blev senare senior vicepresident för NHL:s verksamhet och utöva tillsyn av den fram tills hans död den 30 oktober 2019. År 1998 blev han utsedd som ordförande för Hockey Hall of Fames kommitté som ansvarar för inväljning av nya medlemmar. År 2007 blev han själv invald i Hockey Hall of Fame under kategorin "Byggare". År 2014 lämnade han över ordförandeklubban i Hockey Hall of Fame till John Davidson. Den 30 oktober 2019 avled Gregory och den 19 november beslutade NHL att byta namn på sitt pris General Manager of the Year Award till Jim Gregory General Manager of the Year Award, som en hyllning till honom för sitt långa arbete inom ishockeyligan.